# 驴耳南星
驴耳南星（学名：Arisaema onoticum）是天南星科天南星属的植物，为中国的特有植物。分布在中国大陆的重庆市等地，目前尚未由人工引种栽培。